# CANDLE JUNE
CANDLE JUNE（キャンドル・ジュン、1974年〈昭和49年〉1月20日 - ）は、日本のキャンドルアーティスト、実業家、社会活動家。株式会社ELDNACS（エルドナックス）代表取締役。本名は井筒順。元妻は女優の広末涼子。実父はヴァイオリン製作家の井筒信一。
全身に刺青を入れ、右耳には鹿角のピアスをしている。長野県出身 。

## 来歴
1974年、長野県松本市のクリスチャン家庭に生まれた。実家は「弦楽器いづつ」。松商学園高等学校卒業後、1994年よりキャンドル制作を開始し、ギャラリーやサロンなどで展示販売する。
2005年、個人事務所兼キャンドル販売の株式会社ELDNACS（エルドナックス）設立。
2010年10月8日、女優の広末涼子と結婚。2023年現在、広末の連れ子の長男（19歳）と、広末との間に次男（12歳）、長女（7歳）の父親。
2023年6月18日、妻広末涼子の不倫騒動について記者会見を行い、報道陣約100人が集まった。個人で行ったため会見受付なども自身で行った。広末から離婚してほしいと切り出されたため、同年6月初旬頃に荷物をまとめて家を出て、広末や子供3人と別居しているという。7月23日、広末が離婚を発表、親権については広末側が持ち「私が親権者として、これまで通り子供たちと一緒に生活することとしています」とした。

### 社会活動
1999年からフジロックフェスティバルのステージ「フィールド・オブ・ヘブン」の空間演出に関わった。
2001年、広島「世界聖なる音楽祭」で「平和の火」を捧げたことがきっかけとなり、世界の悲しみが生まれた場所にキャンドルを灯す旅、被災地や紛争地を巡って祈りを捧げる「Candle Odyssey」開始。アフガニスタン、アメリカ、中国、ネパールなどを訪れた。
2008年、新潟県中越地震の復興イベントとして命日にあたる10月23日に「SONG OF THE EARTH」を開催し、2018年まで行った。
2010年のハイチ地震発生時、MINMIや若旦那 (ミュージシャン)らと「LOVE FOR HAITI」を立ち上げた。
2010年、New Acoustic Campが道志の森キャンプ場で初開催され、オーガナイザーのTOSHI-LOWから話を持ちかけられて会場全体の空間演出を始めた。
2011年3月、東日本大震災を受け、一般社団法人LOVE FOR NIPPON 設立に参加。毎月11日に福島県で祈りの活動を続ける。
2021年、一般社団法人日本キャンドル協会の改組に伴い、専務理事に就任。

## 人物
- 自分の存在を世の中に証明するために全身に刺青をしたという。
- 「CANDLE JUNE」という名前は、自分はキャンドルを作る人だから付け加えて短く表現したとする。「キャンドルアーティスト」「空間演出家」「イベントディレクター」といった肩書きが付く場合もあるが、本人はこれらの肩書きの必要性を感じていない[15]。

### 不祥事
広末涼子が不倫報道を報じられた裏で、自らもかつての同僚と不倫および暴力事件等のトラブルを起こしたことが報じられている
。

### 家族
父井筒信一はヴァイオリン製作家、兄井筒功もヴァイオリン製作家。元妻は女優の広末涼子。

## 著書
- 『Candle Odyssey the book』（キャンドル オデッセイ ザ ブック、白夜書房、2009年） ISBN 978-4861915222

## 出演
- たけしとひとし（日本テレビ、2010年12月10日）
- 街録ch〜あなたの人生、教えて下さい〜（YouTube番組、2021年）